# مايكل فولمر
مايكل فولمر (بالإنجليزية: Michael Fulmer)‏ هو لاعب كرة قاعدة أمريكي، ولد في 15 مارس 1993 في أوكلاهوما سيتي في الولايات المتحدة.

## وصلات خارجية
- مايكل فولمر على موقع دوري كرة القاعدة الرئيسي (الإنجليزية)
- مايكل فولمر على موقعبيزبول رفرنس.كوم (الدوري الرئيسي) (الإنجليزية)
- مايكل فولمر على موقعبيزبول رفرنس.كوم (الدوري الثانوي) (الإنجليزية)
- مايكل فولمر على موقع إي إس بي إن.كوم (أم.أل.بي) (الإنجليزية)
- مايكل فولمر على موقع مشجعي الرسوم البيانية (الإنجليزية)